# محافظة حبونا
محافظة حبونا هي إحدى محافظات منطقة نجران جنوب السعودية، وعاصمتها الإدارية مدينة حبونا.

## نبذة
تقع شمال مدينة نجران على بعد 100 كم تقريباً ومساحتها تقدر بحوالي 850 كم مربع، وتقع على ضفاف وادي حبونا الذي ينتهي في رمال الربع الخالي. وتشتهر المحافظة بوجود القلاع والنقوش والآثار القديمة ولعل أشهرها قلعة الخليف بالحرشف ووجود نقوش قديمة بعرام الواقع بوادي بطاء، كما تشتهر بوجود الرمال التي تعتبر محل جذب للسائحين، وتوجد هذه الرمال في الحصينية بمحاذاة الربع الخالي وفي أعلى جهات المحافظة توجد التلال والجبال الشاهقة في بعض الجهات والشعاب والأودية والتي يكثر بها وجود أشجار السدر والطلح والأراك.

## السكان
- بلغ عدد سكان محافظة حبونا (24,823) نسمة حسب تعداد السعودية 2022، عدد السعوديين (18,128) نسمة، وعدد غير السعوديين (6,695) نسمة.[4]
- بلغ عدد سكان محافظة حبونا أكثر من 20 ألف نسمة حسب إحصائية سنة 2010م،[5] ومن سكانها فروع من قبيلة يام.

## القرى والمراكز التابعة
المراكز الإدارية
- المجمع
- الحرشف والجفة
- سلوة

قرى
- المنتشر